# Bieber (Kalifornija)
Bieber je naseljeno područje za statističke svrhe u američkoj saveznoj državi Kalifornija. Prema popisu stanovništva iz 2010. u njemu je živjelo 312 stanovnika.